# Saint-Didier-sur-Chalaronne
Saint-Didier-sur-Chalaronne – miejscowość i gmina we Francji, w regionie Owernia-Rodan-Alpy, w departamencie Ain.

## Demografia
Według danych na styczeń 2012 roku gminę zamieszkiwały 2854 osoby, a gęstość zaludnienia wynosiła 114,25 osób/km².